# Tashkent Challenger 2013
Il Tashkent Challenger 2013 è stato un torneo di tennis facente parte della categoria ATP Challenger Tour nell'ambito dell'ATP Challenger Tour 2013. È stata la 6ª edizione del torneo che si è giocato a Tashkent in Uzbekistan dal 7 al 13 ottobre 2013 su campi in cemento e aveva un montepremi di €125,000+H.

## Partecipanti singolare

### Teste di serie
| Nazionalità | Giocatore            | Ranking* | Testa di serie |
| ----------- | -------------------- | -------- | -------------- |
| Slovacchia  | Lukáš Lacko          | 81       | 1              |
| Russia      | Evgenij Donskoj      | 88       | 2              |
| Israele     | Dudi Sela            | 89       | 3              |
| Ucraina     | Serhij Stachovs'kyj  | 94       | 4              |
| Francia     | Stéphane Robert      | 115      | 5              |
| Russia      | Tejmuraz Gabašvili   | 118      | 6              |
| Ucraina     | Oleksandr Nedovjesov | 127      | 7              |
| Svizzera    | Marco Chiudinelli    | 161      | 8              |

- Ranking al 30 settembre 2013.

### Altri partecipanti
Giocatori che hanno ricevuto una wild card:
- Sanjar Fayziev
- Temur Ismailov
- Djurabek Karimov
- Shonigmatjon Shofayziyev

Giocatori che sono passati dalle qualificazioni:
- Sarvar Ikramov
- Lim Yong-Kyu
- Lucas Pouille
- Danai Udomchoke

## Vincitori

### Singolare
Dudi Sela ha battuto in finale  Tejmuraz Gabašvili con il punteggio di 6–1, 6–2

### Doppio
Michail Elgin /  Tejmuraz Gabašvili hanno battuto in finale  Purav Raja /  Divij Sharan con il punteggio di 6–4, 6–4